# Élections pendant la Restauration bourbonienne en Espagne
Les élections pendant la Restauration bourbonienne en Espagne sont les élections à Cortes dans le royaume d’Espagne entre 1876 et 1923. En second lieu, on peut également y inclure les municipales de 1922 et celles de 1931 — qui font suite à la dictature de Primo de Rivera (1923-1930), à l’issue desquelles le régime constitutionnel ne sera pas pleinement rétabli, et qui débouchent sur la proclamation de la Seconde République —.
Ces élections reposent sur une alternance politique concertée entre les deux partis dits « dynastiques » — Parti conservateur et Parti libéral —, qui est connue sous le surnom péjoratif de turno (aussi turnismo ou turno pacífico).
Le gouvernement est toujours formé avant les élections et non sur la base préalable de celles-ci ; elles consistent donc davantage en une procédure formelle visant à légitimer le nouvel exécutif désigné par un accord préalable entre les factions dirigeantes qu’en un véritable exercice de démocratie parlementaire.. Au cours de la Restauration, tous les gouvernements sans exception disposeront de majorités au Parlement — bien que celles-ci s'avèrent de plus en plus étriquées —,. Ceci est rendu possible par l’absence d’un véritable corps électoral indépendant du système de partis.
La clé du système est le lien entre le ministre de l'Intérieur, les gouverneurs civils provinciaux et les leaders locaux du système clientéliste — le « caciquisme » — : ces caciques, dans la plupart des circonscriptions, donnent des consignes de vote à leurs clientèles. Le roi joue un rôle décisif dans un tel système, en procédant à la dissolution du parlement au moment jugé opportun.
Au cours de la Restauration, le Parlement a été dissout à 20 reprises — plus de 50 gouvernements ont été formés au cours de la même période —, soit une durée moyenne de législature d’environ 2 ans, et aucune législature n’est allée à son terme de 5 ans,,.

## Présentation générale
Après un début de siècle marqué par les pronunciamientos, les guerres carlistes et la période trouble du Sexenio Democrático, la Restauration de 1876 cherche à assurer la stabilité politique en Espagne : il s'agit de consolider un pouvoir aux mains des civils, en mettant fin aux interventions des militaires dans la vie politique espagnole. Antonio Cánovas del Castillo, l'architecte du régime de la Restauration, parvient à mettre en place le turno, l’alternance pacifique entre deux partis « dynastiques » — le Parti conservateur et le Parti libéral —, qui rassemblent une grande partie des classes dirigeantes antérieures,,.
Ce système fonctionne efficacement jusqu'en 1898, mais il devient par la suite plus difficile à exploiter en raison des divisions au sein des deux partis officiels et de la mobilisation croissante d'autres secteurs de l'électorat (républicains, nationalistes, socialistes, carlistes),. L'opposition croissante apparaît d'abord en Catalogne, après la défaite de l'Espagne dans la guerre hispano-américaine. Une période de grande instabilité s'ouvre en 1917. En réaction au spectacle de désordre que montrent les débats aux Cortes, le coup d'État militaire du général Miguel Primo de Rivera met fin au système en septembre 1923.

## Leturno
On appelle turno (littéralement le « tour ») — turno pacífico ou encore turnismo — le processus d’alternance politique entre libéraux et conservateurs au cours de la Restauration. Le principe en est simple : lorsque le roi estime que le parti au gouvernement est «exhausto» (« épuisé ») — que le chef de gouvernement présente sa démission formellement ou non, ce qu’il peut faire dans d’autres cas de façon purement protocolaire, par exemple, en cas de crise, avec l’intention de se trouver relégitimé si sa démission est refusée par le monarque —, il destitue le gouvernement en place, nomme un nouveau premier ministre issu de l'autre camp, puis ordonne la dissolution du Parlement. Une fois la dissolution octroyée, le gouvernement, quel qu’il soit, est assuré d’obtenir une majorité confortable — d’une centaine de députés — grâce à la manipulation des scrutins via les réseaux de caciques, sans toutefois écraser excessivement le parti antagoniste « pour le maintenir dans le jeu »,.
Le Pacte du Pardo, signé à la veille de la mort d'Alphonse XII en 1885, institue le fonctionnement du bipartisme prévu par Cánovas. Ce nouveau panorama permet de dépasser le régime de parti unique qui avait provoqué la délégitimation, et par suite la destitution, d'Isabelle II, et amène une plus grande stabilité institutionnelle.
Cette alternance concertée fonctionne de façon fluide et « mécanique », pratiquement sans friction entre 1875 et la fin du siècle — avec une première phase de domination des conservateurs jusqu’en 1885, l’inverse se produisant jusqu’en 1899 —, et se poursuivra sans exception au cours de toutes les élections suivantes,. Entre 1876 et 1907, les deux partis dynastiques réunis remportent systématiquement plus de 80 % des sièges au Congrès. Ce n'est qu'avec les crises liées à la fragmentation interne des partis dynastiques lors de la dernière décennie du régime constitutionnel que ce système se trouve véritablement mis en difficultés.
Au cours de la période de turno, entre 1881 et 1923, on dénombre au total 57 gouvernements différents.
Le turno présente l’avantage de faciliter les évolutions au sein du système lui-même : lorsque l’un des deux camps a un projet de réforme à mener, il sait qu’il n’aura qu’à attendre son « tour » au gouvernement — le délai s’étendant rarement au delà deux ans — pour le faire approuver. Ce faisant, le parti dans l’opposition peut rester fidèle à ses principes et préserver sa crédibilité aux yeux de son électorat.
De plus, il tient l’Armée éloignée du pouvoir civil : « Le système de partis était […] un substitut des anciens mécanismes de la rébellion militaire. […] les généraux devinrent des représentants d’un groupe d’intérêts auquel on devait apporter satisfaction, les dignitaires [prohombres] — et pas les arbitres — de la vie politique ».
Aux élections générales de 1919, le gouvernement du conservateur Antonio Maura n’obtient qu’un député d'avance sur l'opposition, ce qu’il considère comme une défaite morale et mène à sa démission le mois suivant le scrutin.

## L’encasillado

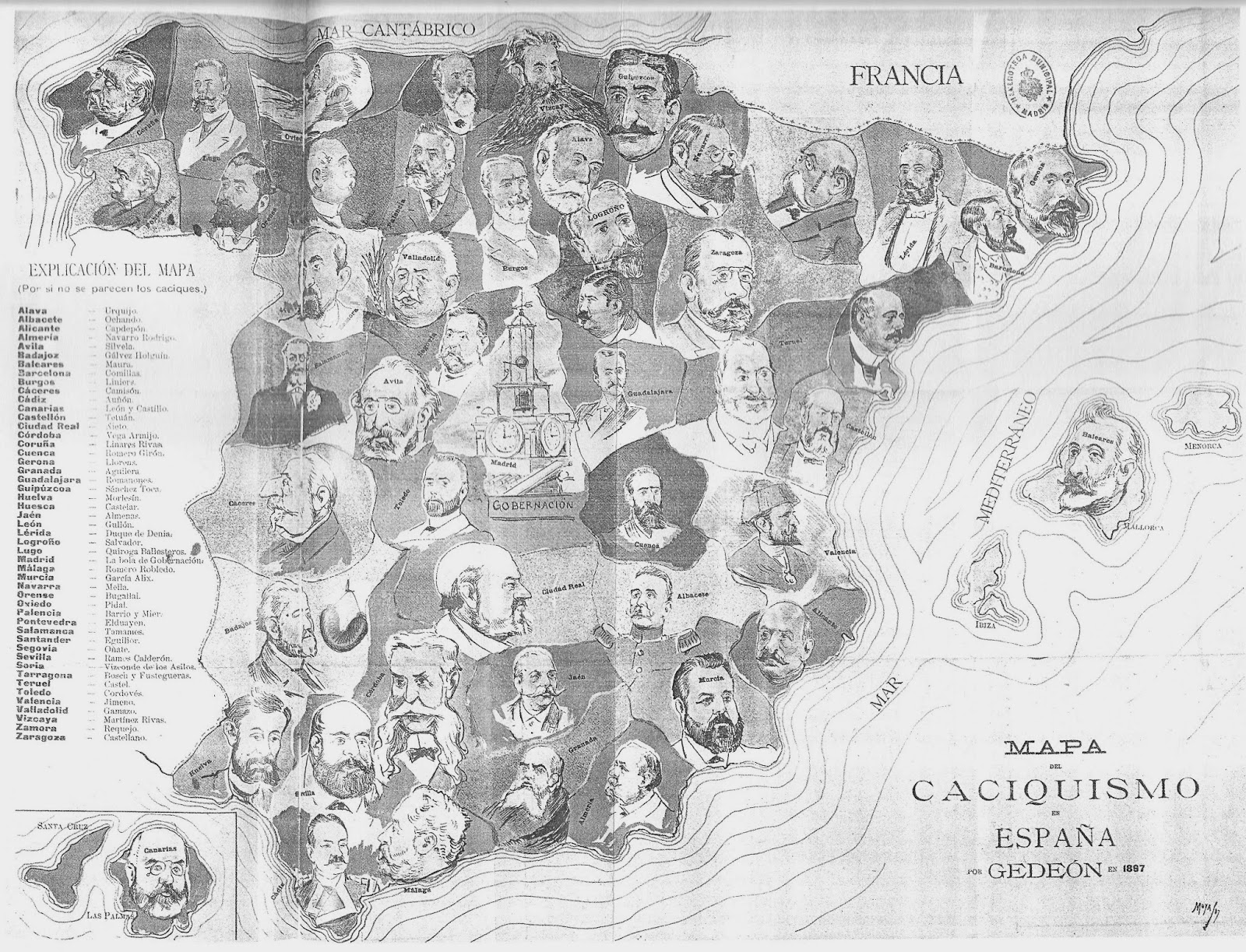
« Carte du caciquisme en Espagne », par Moya (1897). Les principaux députés enracinés dans chaque province, ceux dont le siège ne faisait pas l’objet de négociations dans l’encasillado et qui furent les grands caciques du régime politique de la Restauration.

On appelle encasillado (la « grille », le « quadrillage ») le système utilisé pour assigner les sièges aux Cortès lors des élections générales de la Restauration avant que le scrutin soit célébré, s'assurant ensuite que le résultat serait bien celui escompté par le recours à la fraude électorale grâce à l'« influence » exercée par le gouvernement et au réseau de caciques déployé sur tout le territoire.
On l'appelait ainsi car il s'agissait de « faire rentrer » les candidats des deux partis du turno (conservateur et libéral) dans la « grille de cases » formée par les plus de 300 districts uninominaux et la centaine de sièges des circonscriptions plurinominales. Celui qui était chargé de réaliser l'encasillado était le ministre de l'Intérieur du nouveau gouvernement qui s'assurait ainsi une majorité confortable au Parlement — le gouvernement n'était donc pas formé sur la base des résultats électoraux, comme le voudrait la logique d'un régime parlementaire authentique —.

### Présentation

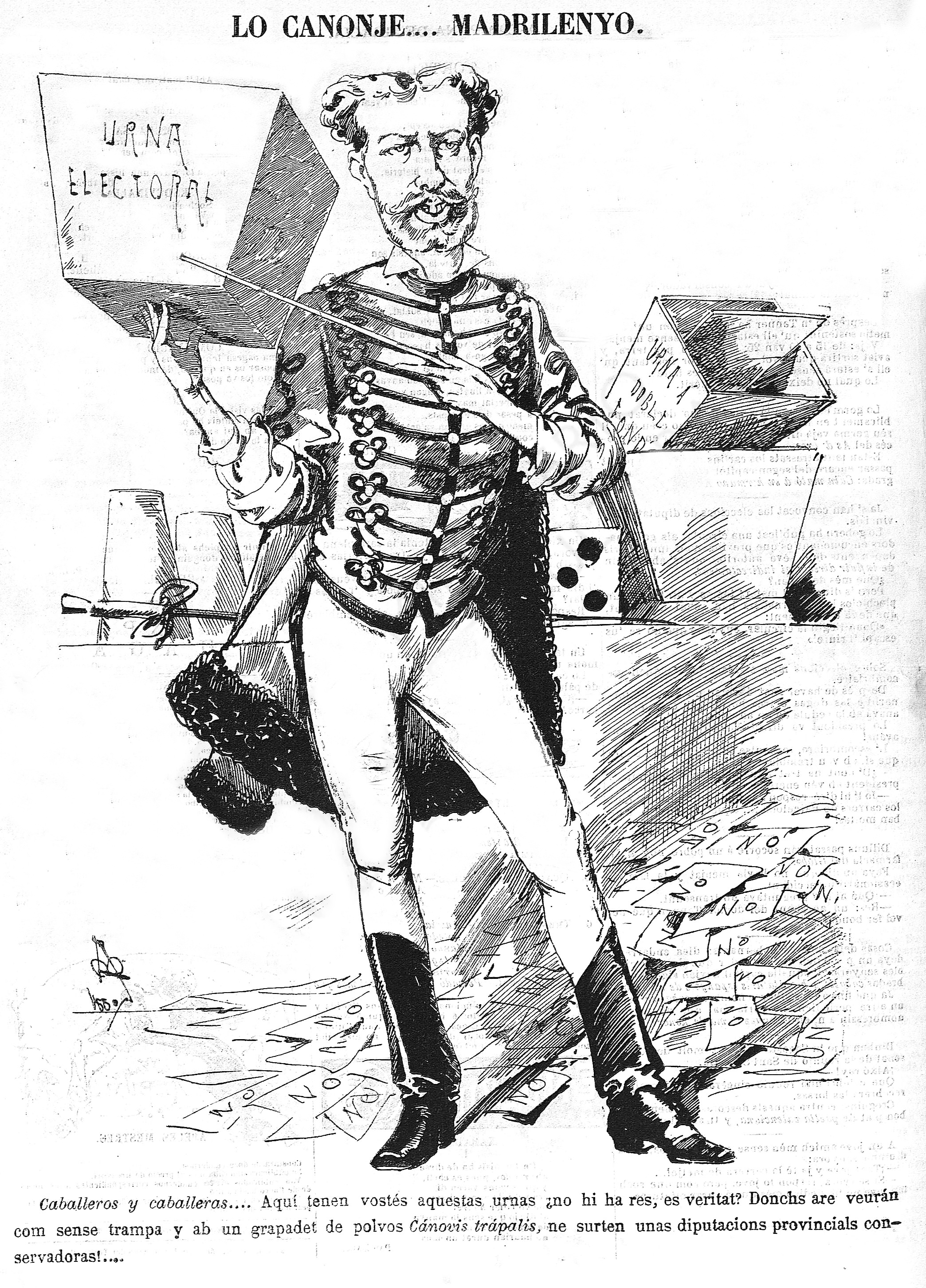
Caricature de La Campana de Gracia (1880) intitulée Lo canonje... madrilenyo (« Le chanoine... madrilène ») dénonçant le pucherazo. Le prestidigitateur est le ministre de l'Intérieur Francisco Romero Robledo. La légende de l'image dit (en catalan) : « Messieurs et mesdames… Voici des urnes, il n'y a rien, n’est-ce pas ? Eh bien, maintenant vous allez voir comment sans tricher et avec une poignée de poudres Cánovis trápalis, en sortent des députations provinciales conservatrices ».

L'encasillado était la première étape (et la plus fondamentale) du mécanisme de fraude électorale qui caractérisait les élections durant la Restauration  ―et que le système électoral par circonscriptions uninominales facilitait grandement―. L'objectif était la répartition pacifique des sièges entre le « parti du turno » qui venait d'être chargé de former un gouvernement par la Couronne et celui qui avait gouverné jusqu'alors et était passé dans l'opposition. Le premier obtenait une majorité confortable de députés ministériels aux Cortès et le second un nombre de sièges bien moindre mais suffisant pour jouer son rôle d'« opposition loyale » sans perdre la face — généralement une cinquantaine de sièges —. L'historien José Varela Ortega définit l'encasillado ainsi: «Littéralement, c'est et cela signifiait le processus par lequel "le ministre de l'Intérieur fabriqu[ait] les élections" en plaçant les noms des candidats dans les cases correspondant à chaque district — qu'ils soient ministériels ou d'opposition — que le gouvernement avait décidé de parrainer ou de tolérer ». 

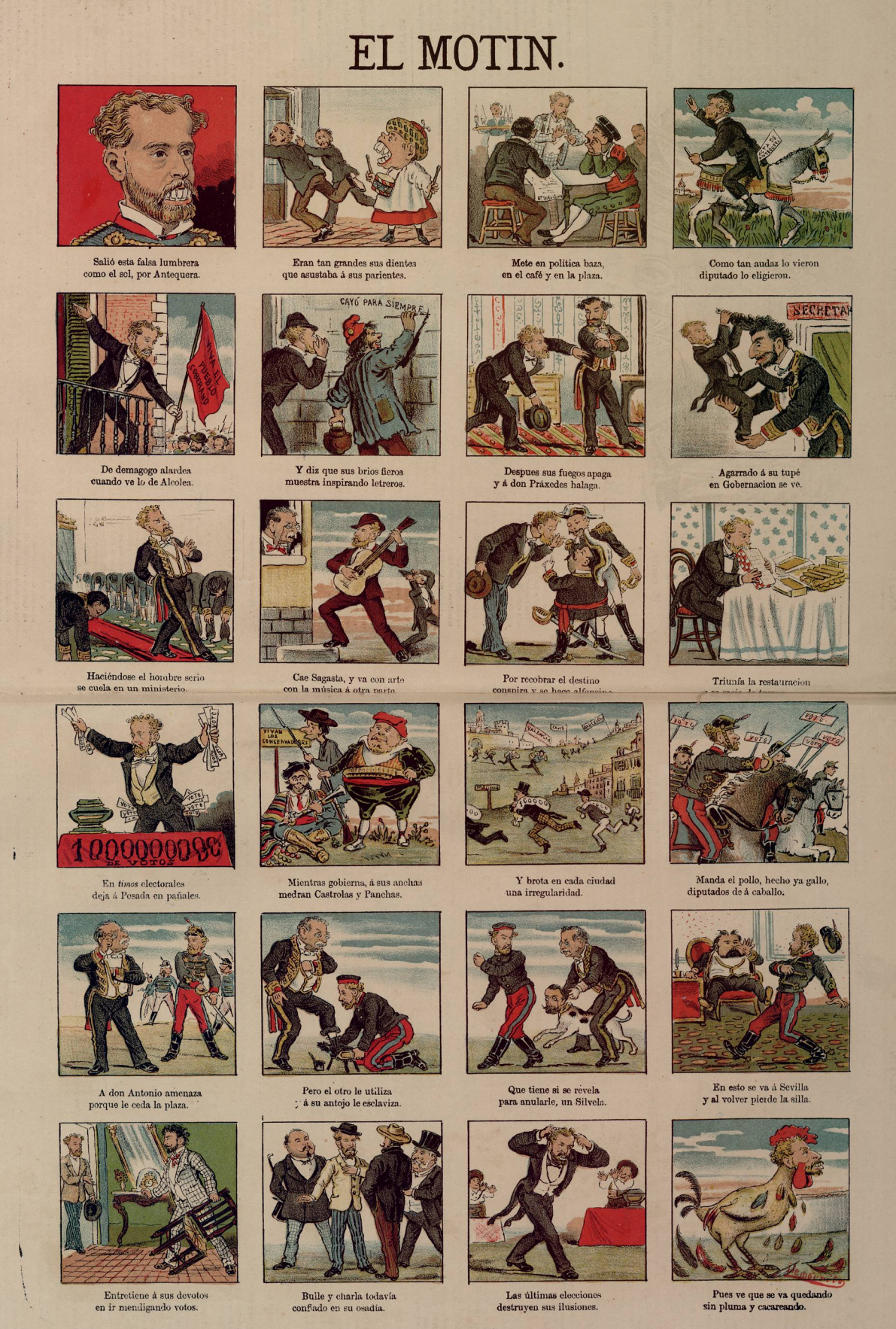
Caricature (auca) d’El Motín sur la carrière politique de Francisco Romero Robledo publiée le 28 août 1881, quelques mois après la chute du gouvernement Cánovas dont il était l’« habile » ministre de l'Intérieur. L'un des commentaires dit: « Dans les escroqueries électorales / laisse Posada dans les langes » (En timos electorales / deja a Posada en pañales) ; Romero Robledo est représenté brandissant des billets avec les poches remplies de billets).

La réunion pour réaliser l’encasillado avait lieu au siège du ministère de l'Intérieur — « pour le candidat, l'élection était décidée dans les couloirs du ministère de l'Intérieur » —. C’est là que le ministre, devenu « le Grand Électeur » — dont le meilleur représentant fut Francisco Romero Robledo, qui avait hérité le qualificatif de José Posada Herrera de la période isabelline, car comme lui il avait une « extraordinaire capacité pour manœuvrer depuis le ministère et peu de scrupules pour le faire, afin que les résultats soient conformes aux souhaits du Gouvernement et aux siens en particulier » — s'accordait avec le représentant du parti gouvernemental sortant sur la répartition des circonscriptions, qui incluait aussi fréquemment celles qui seraient concédées aux partis non dynastiques — par exemple, les gouvernements ont toujours respecté le siège de Gumersindo de Azcárate pour León ou celui du carliste Matías Barrio y Mier pour Cervera de Pisuerga —.

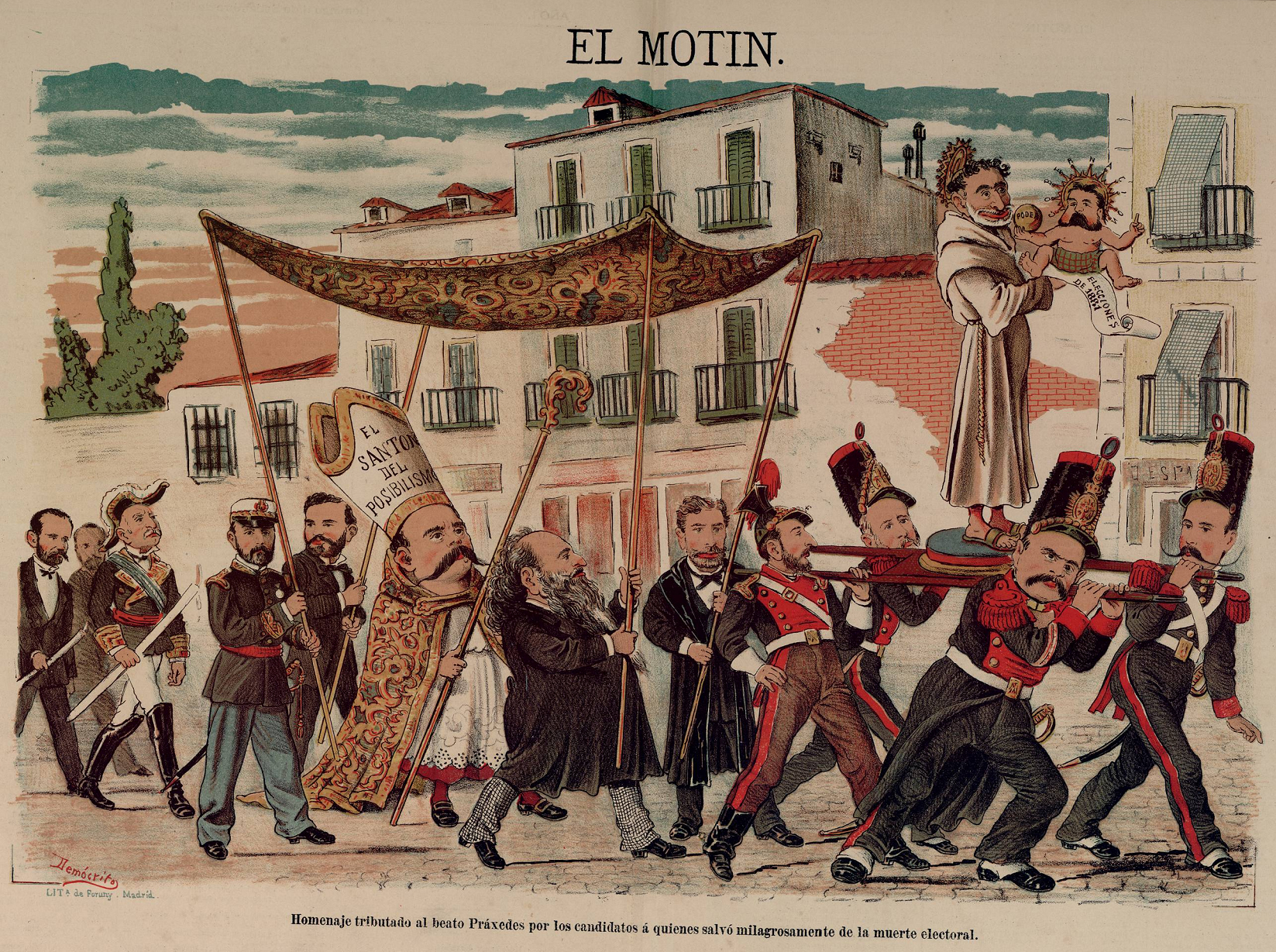
Caricature d' El Motín intitulée Hommage rendu au bienheureux Práxedes par les candidats qu'il a miraculeusement sauvés de la mort électorale (1881), montrant plusieurs députés élus en procession (sous un dais et avec la mitre de l'évêque, le républicain Emilio Castelar) derrière le président du gouvernement Sagasta porté sur une litière, qui à son tour porte dans ses bras le ministre de l'Intérieur Venancio González, qui est celui qui a effectivement opéré le miracle.

Le ministre de l'Intérieur et le représentant du gouvernement sortant décidaient — bien que dans les négociations les caciques et les chefs des factions des partis interviennent également — des districts disponibles (« dociles », « morts » ou « vacants »), dont les candidats recevaient le nom de « cuneros (es) » ou « transhumants », car ils n’y avaient pas d'enracinement local (l'historien Romero Salvador les appelle « oiseaux de passage », car ils n’avaient pas de district en propre). Les districts en propre étaient en principe au contraire exclus de la répartition, si bien qu'un député déterminé, conservateur ou libéral, devenu l'oligarque local ou le grand cacique, y avait son élection garantie grâce aux réseaux clientélistes mis en place. Pour cette raison, il était inutile de présenter un candidat alternatif car on savait d’avance qu’il serait vaincu, bien que l’habitude voulût qu’on continuât de le faire dans le cas où ce grand cacique n’appartenait pas au gouvernement de turno,,. José Varela Ortega qualifie les députés de ces dernières circonscriptions de « candidats naturels » et Carmelo Romero Salvador de « bernards l'ermite », puisque « de même ces petits crustacés s’introduisent dans une coquille vide d'où il est très difficile de les déloger, de même ils s'emparent de la représentation d'un district, finissant par en être inamovibles », constituant ainsi « des caciquats durables, avec un même député tout au long des différentes législatures.
Quant aux députés cuneros, Romero Salvador souligne que lors de la convocation de nouvelles élections « la lutte interne entre les nombreux aspirants à la nomination pouvait être, et elle l’était de fait dans la plupart des cas, plus concurrentielle et difficile que l'élection elle-même. Être encasillado impliquait d'avoir le soutien des appareils et des ressources du gouvernement, avec tout ce que cela représentait, et puisque l'adversaire, s'il y en avait un, n’en disposait pas et manquait aussi du poids suffisant dans ces districts sans cacique, il était normalement élu ». Un exemple de député cunero pourrait être Joaquín Chapaprieta, né à Torrevieja (Alicante), qui fut une fois député de Cieza (Murcie), une autre fois de Loja (Grenade), et une autre fois de Santa María de Órdenes (La Corogne) et deux fois à Noya (La Corogne). Un autre cas est celui du journaliste et écrivain José Martínez Ruiz Azorín, né à Monóvar (Alicante) et chroniqueur parlementaire du journal conservateur ABC, qui entre 1907 et 1919 fut quatre fois député des districts d'Almería de Sorbas et Purchena et une cinquième fois à Ponteareas (Pontevedra). Dans le cas de ce dernier district « il n'eut même pas à s’y rendre. Il se limita à rédiger un article pour un magazine local et un télégramme de remerciements : « Je témoigne de mon amour pour la belle terre galicienne et je remercie cordialement les bons coreligionnaires [du Parti conservateur] avec qui je partage l'affection et admiration pour l'illustre fils de la Galice réalisée par le portefeuille du Trésor ». Ce « fils illustre de la Galice » était Gabino Bugallal ». Romero Salvador note que tout au long de la Restauration le nombre de districts occupés par les « bernards l’ermite » — qui conservaient leur mandat indépendamment du parti au gouvernement — augmenta, signifiant la diminution concomitante du nombre de districts « libres », ce qui diminua la marge de manœuvre des gouvernements pour placer les députés dans l’encasillado. La preuve en est que, bien que le gouvernement qui convoquait des élections les remportât toujours, la différence de sièges avec l’autre parti dynastique se réduisit tout au long du premier tiers du XXe siècle.

Romero Salvador a élaboré une liste des députés pour un même district ayant maintenu leurs sièges dix fois ou plus durant la Restauration. Il en trouve au total 68, 32 conservateurs et 32 libéraux, ainsi que trois républicains (dont Gumersindo de Azcárate pour León) et un catholique indépendant (pour le district de Zumaya). Parmi les conservateurs ressortent Antonio Maura (19 fois député de façon ininterrompue entre 1891 et 1923 pour Palma de Majorque) et Eduardo Dato (17 législatures dont 12 pour le district de Murias de Paredes) ; du côté des libéraux le plus notable est le comte de Romanones (17 législatures consécutives pour Guadalajara). Romero Salvador constate de plus l’existence de sagas familiales de députés comme celles de Cánovas— trois frères, quatre neveux, un beau-frère et un beau-frère —, de Sagasta — une fils, un beau-fils, un petit-fils, plusieurs oncles et cousins —, de Silvela — deux frères, son beau-père, ses beaux-frères et un neveu — ou de Maura — trois fils —. Certains députés « héritèrent » des districts de leurs pères. Le chroniqueur parlementaire du journal conservateur ABC Wenceslao Fernández Flórez écrivait en 1916 , : 

« Lorsque nous écrivons ces lignes, le précepte selon lequel la nation ne peut être le patrimoine d’aucune famille ou personne n’a pas encore été violé. Elle ne l’est pas encore, en effet, d’une seule famille, elle l’est de quatre ou cinq, qui ont des fils, des beaux-fils, des oncles, cousins, neveux, petits-fils et beaux-frères à tous les postes et dans toutes les chambres. »

L’article 29 de la loi électorale de 1907, promu par le conservateur Antonio Maura, simplifia l’encasillado en établissant que dans les districts où se présenterait un seul candidat celui-ci serait élu sans nécessité de réaliser le vote. Romero Salvador souligne le paradoxe qui consistait à priver certains électeurs du vote alors que pour la première fois en Espagne la loi établissait le vote obligatoire et punissait, en théorie du moins, ceux qui ne le feraient pas. L’article 29 resta en vigueur durant les sept élections suivantes, au cours desquelles 734 sièges, un quart du total, furent pourvus par ce système — aux élections de 1916, convoquées et remportées par le libéral Romanones, et aux élections de 1923, convoquées et remportées par l’autre libéral Manuel García Prieto, un tiers des députés obtinrent leur siège sans passer par les urnes ; « dans les deux cas, il y eut tant d’électeurs privés du pouvoir d’exercer leur vote (un million sept cent mille) que de votants (deux millions) dans les districts et circonscriptions où il y eut effectivement une élections » —. Carmelo Romero Salvador explique ainsi l’extension de l’application de l’article 29 : « étant donné que passer par les urnes supposait toujours pour les partis et les candidats, y compris lorsque l’élection était assurée, des gênes, des dépenses et une plus grande dépendance des demandes personnelles et collectives des électeurs, parvenir à des accords pour éviter la concurrence entre eux devint un objectif hautement convoité ».

## Résultats des élections générales
Les résultats officiels ont été publiés par la Gaceta de Madrid (ancien Bulletin officiel de l’État espagnol), dont les archives sont disponibles en ligne.
Les résultats détaillés des élections générales de la Restauration figurent dans Martínez Cuadrado 1969 — avec cartes et analyse sociologique — ou sur le site « historiaelectoral.com ». Le site du Congrès des députés contient de multiples informations sur les différentes législatures.
|               |         | Députés |              |      |           |      |      |       |        |           |          |             |            |      |       |      |      |
| Date          | Absten. | PSOE    | C. Rép. Soc. | Rép. | Rép. Dém. | Dém. | Réf. | Prog. | Const. | Lib. Dis. | Lib. Of. | Consr. Dis. | Consr. Of. | Mod. | Carl. | Rég. | Ind. |
| 23 janv. 1876 | 45      |         |              | 5    | 1         |      |      |       | 27     |           |          |             | 333        | 12   |       |      | 7    |
| 20 avr. 1879  |         |         |              |      |           | 7    |      | 7     | 56     |           |          |             | 293        | 11   |       |      | 18   |
| 20 août 1881  | 29      |         |              |      |           | 32   |      |       |        |           | 297      |             | 39         |      | 5     |      | 19   |
| 27 avr. 1884  | 28      |         |              |      | 5         |      |      |       |        | 36        | 31       |             | 318        |      |       |      | 2    |
| 4 avr. 1886   |         |         |              | 22   |           |      |      |       |        | 10        | 278      | 11          | 56         |      | 2     |      | 13   |
| 1er fév. 1891 |         |         |              | 31   |           |      |      |       |        | 9         | 74       | 9           | 253        |      | 7     |      | 16   |
| 5 mars 1893   |         |         |              | 47   |           |      |      |       |        |           | 281      | 17          | 44         |      | 7     |      | 4    |
| 12 avr. 1896  |         |         |              | 1    |           |      |      |       |        |           | 88       | 10          | 269        |      | 9     |      | 24   |
| 27 mars 1898  |         |         |              | 16   |           |      |      |       |        |           | 284      | 18          | 66         |      |       |      | 32   |
| 16 avr. 1899  | 35      |         |              | 18   |           |      |      |       |        | 29        | 93       | 14          | 222        |      | 3     |      | 23   |
| 19 mai 1901   | 33      |         |              | 19   |           |      |      |       |        | 12        | 233      | 8           | 79         |      | 7     | 6    | 37   |
| 26 avr. 1903  |         |         |              | 36   |           |      |      |       |        | 9         | 93       | 10          | 230        |      | 7     | 7    | 11   |
| 10 sept. 1905 |         |         |              | 30   |           |      |      |       |        |           | 229      | 26          | 96         |      | 5     | 7    | 11   |
| 21 avr. 1907  | 33      |         |              | 17   |           |      |      |       |        | 9         | 69       |             | 252        |      | 11    | 41   | 5    |
| 8 mai 1910    | 17      | 1       |              | 37   |           |      |      |       |        |           | 219      |             | 102        |      | 10    | 8    | 11   |
| 8 mars 1914   | 24.7    | 1       |              | 33   |           |      |      |       |        | 36        | 85       | 26          | 188        |      | 7     | 13   | 19   |
| 9 avr. 1916   | 20.3    |         | 20           |      |           |      | 11   |       |        |           | 230      | 25          | 88         |      | 10    | 14   | 11   |
| 24 fév. 1918  | 29.6    | 6       |              | 15   |           |      | 8    |       |        | 75        | 92       | 57          | 98         |      | 13    | 32   | 13   |
| 1er juin 1919 | 28.8    | 6       |              | 15   |           |      | 8    |       |        | 81        | 52       | 109         | 93         |      | 5     | 23   | 10   |
| 19 déc. 1920  | 33.6    | 4       |              | 15   |           |      | 10   |       |        | 63        | 40       | 47          | 185        |      | 8     | 19   | 18   |
| 29 avr. 1923  | 23.2    | 7       |              | 11   |           |      | 20   |       |        |           | 203      | 27          | 81         |      | 6     | 22   | 32   |

Légende
- PSOE Parti socialiste ouvrier espagnol.
- C. Rep. Soc. Coalition républicanosocialiste.
- Rép. Républicains, regroupés dans diverses formations, principalement l'Union républicaine dirigée par Salmerón.
- Rép. Dém. Regroupements de républicains résultants de formations de la Première République espagnole.
- Dém. Democrates, avec une autre dénomination, formations idéologiquement similaires aux précédentes.
- Réf.  Parti réformiste. Scission des républicains.
- Prog. Progressistes. Formation héritière des anciens progressites.
- Const. Constitutionalistes. Formation idéologiquement similaire à la précédente.
- Libér. Of. Libéraux « officiels », figurant dans les listes du Parti Libéral.
- Libér. Dis. Libéraux dissidents, provenant du Parti libéral, mais hors des listes officielles.
- Consr. Of. Conservateurs « officiels », figurant dans les listes du Parti libéral-conservateur.
- Consr. Dis. Conservateurs dissidents, figurant hors des listes officielles.
- Mod. Modérés. Originaires des partis modérés de la période précédente.
- Carl. Carlistes.
- Rég. Régionalistes. Essentiellement des catalanistes de la Lliga Regionalista.
- Ind. Indépendants.

### Résultats des partis duturno
Jusqu'aux élections de 1881, les libéraux progressistes sont dispersés dans différentes formations, jusqu'à ce qu'ils se retrouvent regroupés dans le Parti libéral, sous la direction de Sagasta, à la suite de la signature du pacte du Pardo.
Les taux d'absentions officiels sont réputés peu fiables, et n'étaient pas toujours communiqués.
|                   |                | Députés       |          |        |
| Date              | abstention (%) | Conservateurs | Libéraux | Autres |
| 23 janvier 1876   | 45             | 333           | 27       | 31     |
| 20 avril 1879     |                | 293           | 56       | 43     |
| 20 août 1881      | 29             | 39            | 297      | 56     |
| 27 avril 1884     | 28             | 318           | 31       | 43     |
| 4 avril 1886      |                | 56            | 278      | 58     |
| 1er février 1891  |                | 253           | 74       | 72     |
| 5 mars 1893       |                | 44            | 281      | 75     |
| 12 avril 1896     |                | 269           | 88       | 44     |
| 27 mars 1898      |                | 68            | 266      | 67     |
| 16 avril 1899     | 35             | 222           | 93       | 76     |
| 19 mai 1901       | 33             | 79            | 233      | 89     |
| 26 avril 1903     |                | 234           | 102      | 67     |
| 10 septembre 1905 |                | 115           | 229      | 60     |
| 21 avril 1907     | 33             | 252           | 69       | 83     |
| 8 mai 1918        | 17             | 102           | 219      | 83     |
| 8 mars 1914       | 24.7           | 188           | 85       | 135    |
| 9 avril 1916      | 20.3           | 88            | 230      | 91     |
| 24 février 1918   | 20.3           | 98            | 92       | 91     |
| 1er juin 1919     | 20.3           | 93            | 52       | 91     |
| 19 décembre 1920  | 20.3           | 185           | 40       | 91     |
| 29 avril 1923     | 20.3           | 81            | 203      | 91     |